# Žan Videnov
Žan Vasilev Videnov, bulharsky Жан Василев Виденов (* 22. března 1959 Plovdiv) je bulharský politik. V letech 1995–1997 byl premiérem Bulharska, a to jakožto představitel Bulharské socialistické strany, jejímž předsedou byl v letech 1991–1996. Jeho vláda čelila největší ekonomické krizi v novodobé historii Bulharska, která vyvrcholila nuceným dohledem Mezinárodního měnového fondu a masivními demonstracemi opozice, které vyvrcholily generální stávkou a dobytím a zapálením budovy parlamentu. Bulharská socialistická strana se pak musela zříct práva sestavit novou vládu (ačkoli stále držela v parlamentu většinu).